# كريس إيغمان
كريس إيغمان (بالإنجليزية: Chris Eigeman)‏ مواليد 1 مارس 1965 في دنفر، الولايات المتحدة، هو ممثل ومخرج ومنتج وكاتب سيناريو أمريكي.

## الأعمال
- مالكوم في الوسط
- خادمة في مانهاتن
- بنات غيلمور
- فرينج
- فتيات

## روابط خارجية
- كريس إيغمان على موقع IMDb (الإنجليزية)
- كريس إيغمان على موقع ألو سيني (الفرنسية)
- كريس إيغمان على موقع قاعدة بيانات الفيلم (الإنجليزية)
- كريس إيغمان على موقع كينوبويسك (الروسية)